# 昆得仑牧场
昆得仑牧场，是中华人民共和国新疆维吾尔自治区博尔塔拉蒙古自治州温泉县下辖的一个乡镇级行政单位。

## 行政区划
昆得仑牧场下辖以下地区：
呼吉尔图牧业队、木呼尔牧业队、莫得特牧业队、呼吉尔图农业队、阿日夏特牧业队、蔡克尔特农业队、浩图呼尔农业队、昆得仑农业队和阿日夏特农业队。